# 五反野站
五反野站（日语：／ Gotanno eki */?）是日本東京都足立區足立三丁目的東武鐵道伊勢崎線（東武晴空塔線）鐵路車站。車站編號是TS 11。

## 歷史
- 1924年10月1日：開業[2]。
- 1968年（昭和43年）3月：高架化。
- 1993年（平成5年）2月21日：電扶梯啟用。
- 2008年（平成20年）3月19日：電梯啟用。
- 2012年（平成24年）
  - 3月15日：導入發車音樂。
  - 3月17日：導入車站編號TS 11[3]。
- 2018年（平成30年）5月2日：站前交通廣場啟用。

## 車站結構
本站為島式月台1面2線高架車站。月台設於緩行線，急行線在緩行線外側。
小菅側設有電扶梯，梅島側設有電梯。
廁所在1樓付費區內，2008年春季設置多功能廁所。
高架化當時為側式2面2線月台構造，1974年針對北千住至竹之塚間進行複複線化工程，將原來下行月台改建為島式月台。上行急行線有過去上行線舊月台用地，現作為廣告看板空間。

### 月台配置
| 月台 | 路線         | 方向 | 目的地                                                             |
| ---- | ------------ | ---- | ------------------------------------------------------------------ |
| 1    | 東武晴空塔線 | 上行 | 北千住、東京晴空塔、淺草、 日比谷線 中目黑方向                     |
| 2    | 東武晴空塔線 | 下行 | 西新井、竹之塚、北越谷、北春日部、東武動物公園、 日光線 南栗橋方向 |

## 使用情況
2017年度1日平均上下車人次為36,439人。
近年1日平均上下、上車人次推移如下表。
| 年度               | 1日平均 上下車人次 | 1日平均 上車人次 |
| ------------------ | ------------------ | ---------------- |
| 1974年（昭和49年） |                    | 22,802           |
| 1975年（昭和50年） |                    | 22,892           |
| 1976年（昭和51年） |                    | 22,626           |
| 1977年（昭和52年） |                    | 23,169           |
| 1978年（昭和53年） |                    | 23,443           |
| 1979年（昭和54年） |                    | 22,991           |
| 1980年（昭和55年） |                    | 23,134           |
| 1981年（昭和56年） |                    | 23,136           |
| 1982年（昭和57年） |                    | 22,596           |
| 1983年（昭和58年） |                    | 22,434           |
| 1984年（昭和59年） |                    | 22,312           |
| 1985年（昭和60年） |                    | 22,247           |
| 1986年（昭和61年） |                    | 22,461           |
| 1987年（昭和62年） |                    | 22,557           |
| 1988年（昭和63年） |                    | 22,941           |
| 1989年（平成元年） |                    | 22,987           |
| 1990年（平成02年） |                    | 22,862           |
| 1991年（平成03年） |                    | 22,827           |
| 1992年（平成04年） |                    | 22,716           |
| 1993年（平成05年） |                    | 22,896           |
| 1994年（平成06年） |                    | 22,222           |
| 1995年（平成07年） |                    | 21,792           |
| 1996年（平成08年） |                    | 21,244           |
| 1997年（平成09年） |                    | 20,745           |
| 1998年（平成10年） | 39,528             | 20,345           |
| 1999年（平成11年） | 38,820             | 20,000           |
| 2000年（平成12年） | 38,820             | 20,011           |
| 2001年（平成13年） | 39,342             | 20,140           |
| 2002年（平成14年） | 39,067             | 20,003           |
| 2003年（平成15年） | 39,326             | 20,071           |
| 2004年（平成16年） | 39,293             | 19,992           |
| 2005年（平成17年） | 37,013             | 18,814           |
| 2006年（平成18年） | 35,269             | 17,860           |
| 2007年（平成19年） | 35,647             | 18,090           |
| 2008年（平成20年） | 35,448             | 17,910           |
| 2009年（平成21年） | 34,640             | 17,493           |
| 2010年（平成22年） | 34,209             | 17,230           |
| 2011年（平成23年） | 33,350             | 16,821           |
| 2012年（平成24年） | 34,087             | 17,130           |
| 2013年（平成25年） | 34,878             | 17,528           |
| 2014年（平成26年） | 34,695             | 17,414           |
| 2015年（平成27年） | 35,205             | 17,669           |
| 2016年（平成28年） | 35,634             |                  |
| 2017年（平成29年） | 36,439             |                  |

## 車站周邊
- 五反野站前通銀座會商店街
- SUMMIT五反野店
- 足立一郵便局
- 足立三郵便局
- 三井住友銀行五反野支店
- 東京東信用金庫（日语：東京東信用金庫）五反野支店

### 巴士路線
最近的巴士站是「五反野站」巴士站，與往梅島方向約200公尺的花畑街道「末廣町」巴士站。以下路線由東武巴士中央、日立自動車交通運行。
五反野站
- （站前乘車處）
  - 五28 - 往花畑車庫（日语：東武バスセントラル花畑営業所）（東武，僅平日早晨運行）
- 五反野站前交差點側乘車處
  - 足立區社區巴士「春風」第12彈 - 往西新井站東口 / 經綾瀨站往龜有站南口（日立）

末廣町
- 北11 - 往北千住站 / 往花畑車庫（東武）

## 相鄰車站
東武鐵道
 東武晴空塔線
■急行、■區間急行、■準急、■區間準急
通過
■普通
小菅（TS 10）－五反野（TS 11）－梅島（TS 12）

## 外部連結
- 五反野（車站資訊） - 東武鐵道